# Brenno
Brenno (... – post 390 a.C.) è stato un condottiero gallo, capo della tribù celtica dei Senoni, noto per avere messo a sacco Roma nell'anno 390 a.C.

## Biografia

### Origini
Poco è noto riguardo alle origini di Brenno. Si ritiene che i Senoni fossero originari di un insediamento celtico nella zona di Yonne, nell'attuale Borgogna in Francia. Intorno al 400 a.C. questa popolazione migrò verso sud, raggiunse le odierne regioni della Romagna e delle Marche, scacciando le originali popolazioni Umbre e Picene. L'area occupata dai Senoni si trovava all'interno di quella zona che dai Latini veniva chiamata Gallia Cisalpina.

### Prime fasi
In 6 anni Brenno unificò le tribù dei Galli Senoni, conquistando tutte le terre tra la Romagna e il Piceno (la regione che i Romani chiameranno ager gallicus quando, in epoca successiva, riusciranno a strapparla ai Senoni). Quindi Brenno assediò la città etrusca di Chiusi, che invocò l'aiuto di Roma. Il Senato romano inviò a Chiusi tre emissari appartenenti alla gens Fabia e del ramo degli "Ambusti", allo scopo di mediare tra i Galli e gli assediati..
L'ambasceria romana tuttavia non rimase neutrale: uno dei tre Ambusti, Quinto Fabio, uccise a tradimento un capo senone durante le trattative, scatenando l'ira dei Galli. Livio racconta che i Senoni, messi in fuga gli ambasciatori romani, decisero di mandare a loro volta degli ambasciatori a Roma, per chiedere che i tre Fabii fossero loro consegnati, perché avevano contravvenuto alle regole delle ambascerie.. Ma quando i Fabii furono eletti tribuni consolari, sdegnati per la poca considerazione data alle loro proteste, i Galli tolsero l'assedio alla città di Chiusi, marciando verso Roma condotti da Brenno.
Il Senato, non appena avuta notizia di quanto stava accadendo, ricorse alla leva generale (tumultus) per formare un esercito che fermasse l'avanzata dei Galli. Venne approntato uno sbarramento sulla riva sinistra del Tevere, in corrispondenza dell'immissione del modesto affluente Allia. Al momento del contatto con i Senoni, il 18 luglio del 390 a.C., l'esercito romano fu sconfitto nella vasta piana oggi detta della Marcigliana (battaglia del fiume Allia). La sconfitta fu così grave che la data del 18 luglio (il Dies Alliensis) fu da allora considerata come giorno nefasto (nefas) nel calendario romano. Collegati a questa ricorrenza vennero anche istituiti i cosiddetti Lucaria (19 e il 21 luglio), che celebravano le divinità dei boschi che avevano offerto rifugio agli scampati della battaglia di Allia.

### Sacco di Roma

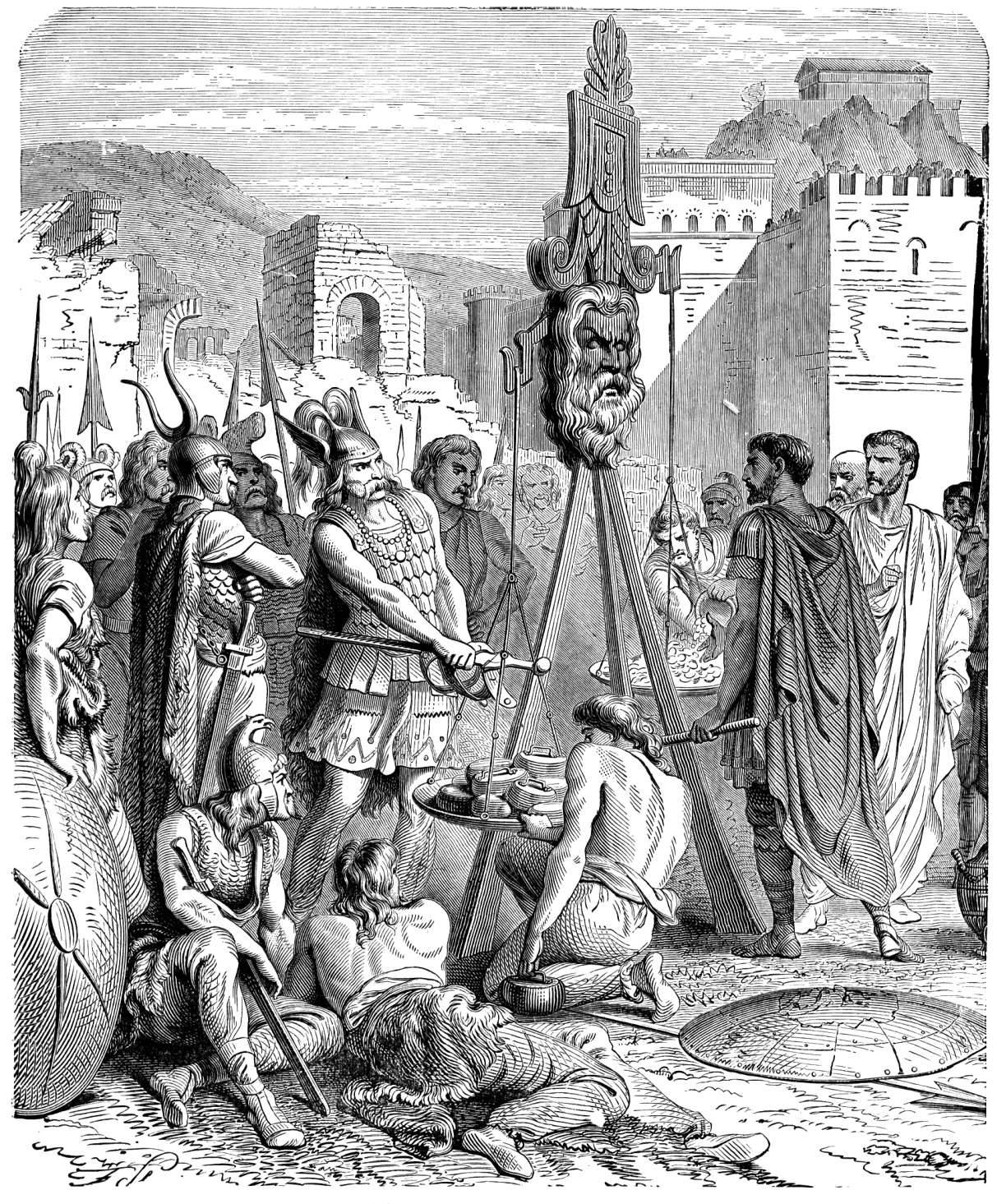
Brenno, capo dei Galli, e Marco Furio Camillo, dopo il sacco di Roma

Presi dal panico, molti fra soldati e cittadini romani preferirono rifugiarsi nelle città vicine, come Caere e Veio; chi restò in città organizzò le difese sulle posizioni più facilmente difendibili, come il Campidoglio. La tradizione vuole che, quando i Galli entrarono a Roma, trovarono solo i senatori pronti ad accoglierli nella Curia romana. Uccisi i senatori, i Galli iniziarono a saccheggiare Roma quasi del tutto indifesa. Solo la rocca del Campidoglio era ben presidiata e venne cinta d'assedio.
Durante il sacco di Roma, secondo le fonti romane, si inserisce la leggenda delle oche del Campidoglio. Terminato il saccheggio della città bassa, i Galli si diressero nottetempo verso la rocca del Campidoglio, dove si trovava l'ultima resistenza romana a difesa dei templi (e dell'oro) della città. L'intenzione dei Galli era quella di cogliere di sorpresa i difensori passando per un passaggio segreto. Il piano dei barbari fallì perché le oche del Campidoglio, sacre a Giunone, allarmate dai movimenti degli assedianti, presero improvvisamente a starnazzare, svegliando così gli assediati in tempo sufficiente per respingere l'assalto dei Galli. A seguito di questo episodio, sul Campidoglio venne edificato il tempio di "Iuno Moneta" (Giunone Monitrice), dove in seguito vennero coniate le prime monete di Roma: da qui l'etimo dell'attuale parola moneta. A questo episodio venne dedicata una festività romana, che cadeva il 3 agosto, durante la quale le oche erano portate in processione ed onorate come salvatrici della patria.

### Reazione romana

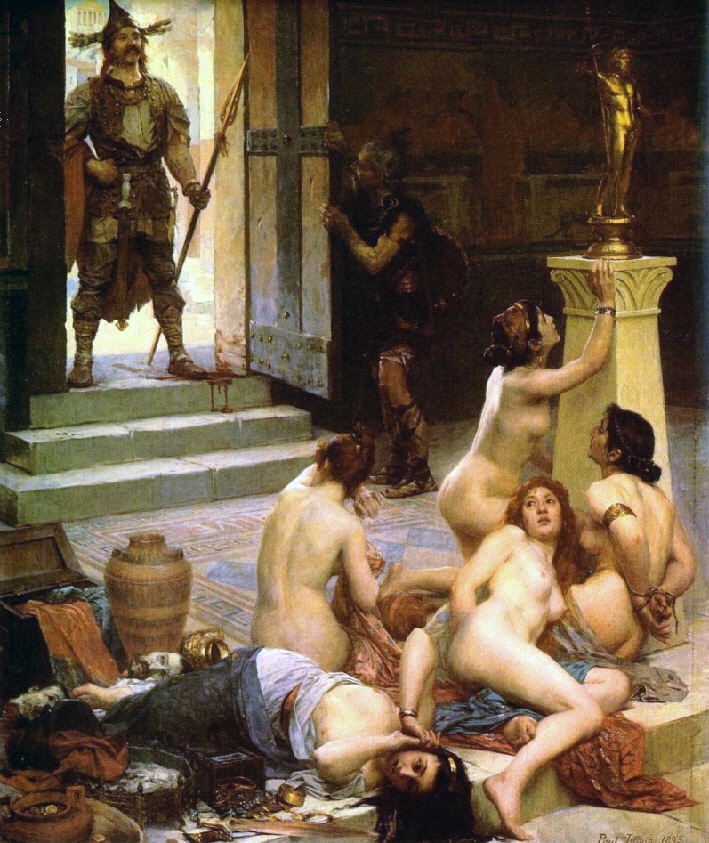
Le Brenn et sa part de butin ("Brenno e il suo bottino"), di Paul Joseph Jamin, 1893

Mentre era in corso il sacco di Roma, i Romani iniziarono ad organizzare le prime forme di resistenza. Marco Furio Camillo, sebbene esiliato dai suoi concittadini ad Ardea, inflisse alcune sconfitte ai Galli sui campi di battaglia nei dintorni della città. Brenno si accorse ben presto che, sebbene egli controllasse Roma, c'era il concreto rischio che si raggiungesse una condizione di stallo potenzialmente pericolosa per il suo esercito.
Probabilmente per questo motivo, il condottiero barbaro propose ai magistrati romani di riscattare la città contro il versamento di 1000 libbre d'oro. I Romani dapprima accettarono, ma poi protestarono, sostenendo che le bilance utilizzate per la pesa del riscatto fossero state alterate; Brenno allora gettò sul piatto dei pesi anche la sua spada (in modo da aumentare il valore del bottino richiesto ai Romani), pronunciando la famosa frase "Vae victis!", "Guai ai vinti!".
La tradizione romana tramanda che Marco Furio Camillo, venuto a conoscenza della richiesta di riscatto, tornò velocemente a Roma per affrontare di persona Brenno. Una volta giunto alle bilance, gettò anch'egli la propria spada sui piatti, così da compensare il peso della spada del barbaro. Quindi gli si rivolse dicendo: "Non auro, sed ferro, recuperanda est patria", ossia: "Non con l'oro si riscatta la patria, ma con il ferro".
I Romani, a seguito di quest'episodio e dietro la guida di Furio Camillo, si riorganizzarono e la città venne liberata dai Galli. Il condottiero romano continuò a inseguire Brenno e i suoi anche oltre i confini di Roma. Brenno fu quindi costretto a rifugiarsi nel nord dell'Italia. Per il valore dimostrato, Furio Camillo venne insignito dai Romani del titolo di Pater Patriae, ossia: "Padre della Patria", come se si trattasse di un secondo Romolo.

### Elaborazione storica
Come per le oche del Campidoglio, si ritiene che tutta la leggenda dell'intervento di Furio Camillo sia stata elaborata in tempi successivi all'aggressione di Brenno. Più probabilmente, dopo un assedio durato ben sette mesi, sia i difensori del Campidoglio che gli assedianti si trovavano a corto di viveri. I Galli, inoltre, dovevano continuamente razziare i territori circostanti per approvvigionarsi di derrate alimentari, il che inevitabilmente li sottoponeva all'odio delle popolazioni indigene, per di più in mesi - come quelli invernali - in cui i campi sono a riposo (febbraio 389 a.C.). Sia Polibio che Diodoro Siculo citano alcuni punti che potrebbero esser stati fondamentali per far intavolare una trattativa tra assedianti ed assediati:
- Diodoro Siculo attesta che Ernici e Latini organizzarono una specie di guerriglia contro i Galli che depredavano le loro terre. Un agguato teso presso Ardea costò caro ad un manipolo di Celti.
- Sempre Diodoro Siculo afferma che, in quegli anni, il tiranno Dionisio I di Siracusa, intenzionato a liberare la Magna Grecia dall'espansionismo etrusco, avesse assoldato un nutrito numero di Celti, forse proprio tra le schiere dell'esercito di Brenno.
- Polibio, dal canto suo, cita la presenza di un'epidemia - forse malaria - che si mise a falcidiare il corso del Tevere, allora in buona parte paludoso.
- Di nuovo, Polibio cita il fatto che le città etrusche stessero cercando di "confinare" definitivamente i Celti nell'Agro Pontino, chiudendo loro la via del ritorno nelle attuali Marche.

### Omonimia
A causa del fatto che Brenno era un titolo assunto dai capi galli in tempo di guerra (in lingua celtica significa infatti "Corvo"), nel corso delle vicende storiche si incontrano altri Brenno che non vanno confusi con il personaggio protagonista del sacco di Roma. Troviamo in particolare un Brenno capo tribù celta vissuto nel III secolo a.C. che guidò una grande spedizione celtica nella penisola balcanica, suicidatosi dopo essere stato sul punto di saccheggiare il recinto sacro di Apollo a Delfi.